# Deportivo Pereira
Corporación Social Deportiva y Cultural de Pereira, zwany często Deportivo Pereira lub po prostu Pereira, jest kolumbijskim klubem piłkarskim z siedzibą w mieście Pereira. Założony został w 1944, a jego tradycyjne kolory to czerwony i żółty. Klub rozgrywa swoje mecze na stadionie Estadio Hernan Ramirez Villegas (oddanym do użytku w 1971).

## Osiągnięcia
- Mistrz drugiej ligi Primera B Colombiana: 2000

## Historia
- Najwięcej goli w historii klubu zdobył Casimiro Avalos - 135 bramek
- Najwięcej meczów w barwach Deportivo Pereira rozegrał Pompilio Paez - 336 meczów